# 1992-es konföderációs kupa
Az 1992-es konföderációs kupa, hivatalos nevén: 1992-es Fahd király kupa volt az első konföderációs kupa nevezetű labdarúgó torna, melyet Szaúd-Arábiában rendezték 1992. október 15. és október 20. között. A tornát Argentína nyerte, miután a döntőben 3-1 arányban legyőzte a házigazda szaúd-arábiai válogatottat. A konföderációs kupák történetében ez volt az egyetlen torna, amikor is nem rendeztek csoportkört és mindössze csak négy csapat vett részt rajta.

## Részt vevő csapatok
- Szaúd-Arábia - házigazda, 1988-as Ázsia-kupa győztese
- Argentína - 1991-es Copa América győztese
- Egyesült Államok - 1991-es CONCACAF-aranykupa győztese
- Elefántcsontpart - 1992-es afrikai nemzetek kupája győztese

## Egyenes kieséses szakasz
|  |                     |                  |           |                     |   |              |              |       |
|  | Elődöntők           | Elődöntők        | Elődöntők |                     |   | Döntő        | Döntő        | Döntő |
|  | Elődöntők           | Elődöntők        | Elődöntők |                     |   | Döntő        | Döntő        | Döntő |
|  | október 15. – Rijád |                  |           |                     |   |              |              |       |
|  |                     |                  |           |                     |   |              |              |       |
|  | Szaúd-Arábia        | Szaúd-Arábia     | 3         |                     |   |              |              |       |
|  | Szaúd-Arábia        | Szaúd-Arábia     | 3         | október 20. – Rijád |   |              |              |       |
|  | Egyesült Államok    | Egyesült Államok | 0         |                     |   |              |              |       |
|  | Egyesült Államok    | Egyesült Államok | 0         |                     |   | Szaúd-Arábia | Szaúd-Arábia | 1     |
|  | október 16. – Rijád |                  |           |                     |   | Szaúd-Arábia | Szaúd-Arábia | 1     |
|  |                     |                  | Argentína | Argentína           | 3 |              |              |       |
|  | Argentína           | Argentína        | Argentína | Argentína           | 3 | 4            |              |       |
|  | Argentína           | Argentína        |           |                     |   |              |              |       |
|  | Elefántcsontpart    | Elefántcsontpart | 0         |                     |   |              |              |       |
|  | Elefántcsontpart    | Elefántcsontpart | 0         | Bronzmérkőzés       |   |              |              |       |
|  |                     |                  |           |                     |   |              |              |       |
|  | október 19. – Rijád |                  |           |                     |   |              |              |       |
|  |                     |                  |           |                     |   |              |              |       |
|  | Egyesült Államok    | Egyesült Államok | 5         |                     |   |              |              |       |
|  | Egyesült Államok    | Egyesült Államok | 5         |                     |   |              |              |       |
|  | Elefántcsontpart    | Elefántcsontpart | 2         |                     |   |              |              |       |
|  | Elefántcsontpart    | Elefántcsontpart | 2         |                     |   |              |              |       |

### Elődöntők
| 1992. október 15. | Szaúd-Arábia                               | 3 – 0                 | Egyesült Államok | II. Fahd király Stadion, Rijád Nézőszám: 70 000 Játékvezető: Da Silva (brazil) |
| 1992. október 15. | al-Bisi 48' al-Tunajan 74' al-Muwallid 84' | (0 – 0) (Jegyzőkönyv) |                  | II. Fahd király Stadion, Rijád Nézőszám: 70 000 Játékvezető: Da Silva (brazil) |

| 1992. október 16. | Argentína                                  | 4 – 0                 | Elefántcsontpart | II. Fahd király Stadion, Rijád Nézőszám: 15 000 Játékvezető: Dzsamál as-Saríf (szíriai) |
| 1992. október 16. | Batistuta 2' 10' Altamirano 67' Acosta 81' | (2 – 0) (Jegyzőkönyv) |                  | II. Fahd király Stadion, Rijád Nézőszám: 15 000 Játékvezető: Dzsamál as-Saríf (szíriai) |

### 3. helyért
| 1992. október 19. | Egyesült Államok                                | 5 – 2                 | Elefántcsontpart   | II. Fahd király Stadion, Rijád Nézőszám: 9 500 Játékvezető: Badilla (Costa Rica-i) |
| 1992. október 19. | Balboa 12' Jones 31' Wynalda 56' Murray 67' 83' | (2 – 1) (Jegyzőkönyv) | Traoré 16' Sie 76' | II. Fahd király Stadion, Rijád Nézőszám: 9 500 Játékvezető: Badilla (Costa Rica-i) |

### Döntő
| 1992. október 20. | Szaúd-Arábia   | 1 – 3                 | Argentína                              | II. Fahd király Stadion, Rijád Nézőszám: 75 000 Játékvezető: Chong (mauritiusi) |
| 1992. október 20. | al-Owajran 65' | (0 – 2) (Jegyzőkönyv) | Rodríguez 18' Caniggia 24' Simeone 64' | II. Fahd király Stadion, Rijád Nézőszám: 75 000 Játékvezető: Chong (mauritiusi) |

| 1992-es konföderációs kupa bajnoka: |
| ----------------------------------- |
| ARGENTÍNA 1. cím                    |

## Gólszerzők
| Gólok | Játékos           | Nemz.     |
| ----- | ----------------- | --------- |
| 2     | Gabriel Batistuta | Argentína |
| 2     | Bruce Murray      | USA       |